# Purpurfärberei im Römischen und Byzantinischen Reich
Der für die Purpurfärberei notwendige Purpur war die kostbarste Farbe des Altertums. Sie wurde aus Purpurschnecken, die im Meer leben, gewonnen. Schon lange vor der Gründung Roms produzierte man Purpur im Mittelmeerraum, sicher schon um 1600 v. Chr. im Bereich der minoischen Kultur, auf hohem technischen Niveau. Die antike Literatur hat von der Kunst der Purpurfärberei nur Fragmente bewahrt. Detailliertere Informationen darüber findet man erst in der frühen römischen Kaiserzeit in der Naturalis historia von Plinius dem Älteren (23/24–79 n. Chr.). Seine Nachrichten sind für die Kenntnis der antiken Purpurfärberei unumgänglich, müssen aber für die frühe Römische Kaiserzeit durch Informationen über die Bedeutung der Purpurfarbe im Herrscherbereich ergänzt werden.
Erst wieder aus der römischen Spätantike sind weitere wichtige Nachrichten über die antike Purpurfärberei aus dem Bereich des Römischen Reiches vorhanden. Es ist das Kapitel über die Purpurwaren im Höchstpreisedikt des Diokletian (301 n. Chr.) und Gesetze verschiedener römischen Kaiser über den Purpur, die im Codex Theodosianus und dem Codex Iustinianus überliefert sind. Mit der Eroberung der Levante und ihrer hervorragenden Purpurfabriken und Nordafrikas durch die muslimischen Araber in der ersten Hälfte des 7. Jahrhunderts erfährt die Purpurproduktion im Römisch/Byzantinischen Reich einen empfindlichen Rückschlag. Sie konzentrierte sich nun im Bereich des Römisch/Byzantinischen Reiches immer mehr auf die Hauptstadt, auf Konstantinopel. Sie wird im letzten Abschnitt über die Purpurfärberei im Byzantinischen Reich dargestellt.

## Frühe Römische Kaiserzeit nach Plinius dem Älteren
Man kann die Darstellung des Plinius über die Purpurfärberei im 9. Buch seiner „Naturalis historia“ (Randnummer [= Rn.] 124–141) in zwei Abschnitte gliedern: einen ersten, in dem er über die Arten der Purpurschnecken, über ihre Lebensweise und ihren Fang berichtet. Dabei unterscheidet er zwei Sorten von Schnecken: solche, die für die Produktion von Purpurfarben und solche, die für die Herstellung von Conchylienfarben gebraucht wurden (Rn. 125–133). Dann, in einen zweiten Abschnitt, in dem er zunächst über die Methoden zur Herstellung der Purpur- und Conchylienfarben und dann über verschiedene Purpursorten informiert: über Einfachfärbungen und Kombinationsfarben, die aus der Verbindung verschiedener Purpurfarbstoffe hervorgehen und schließlich über Luxuspurpurfarben (Rn. 134–141).

### Purpurschnecken und ihr Farbstoff (Rn. 130–131)

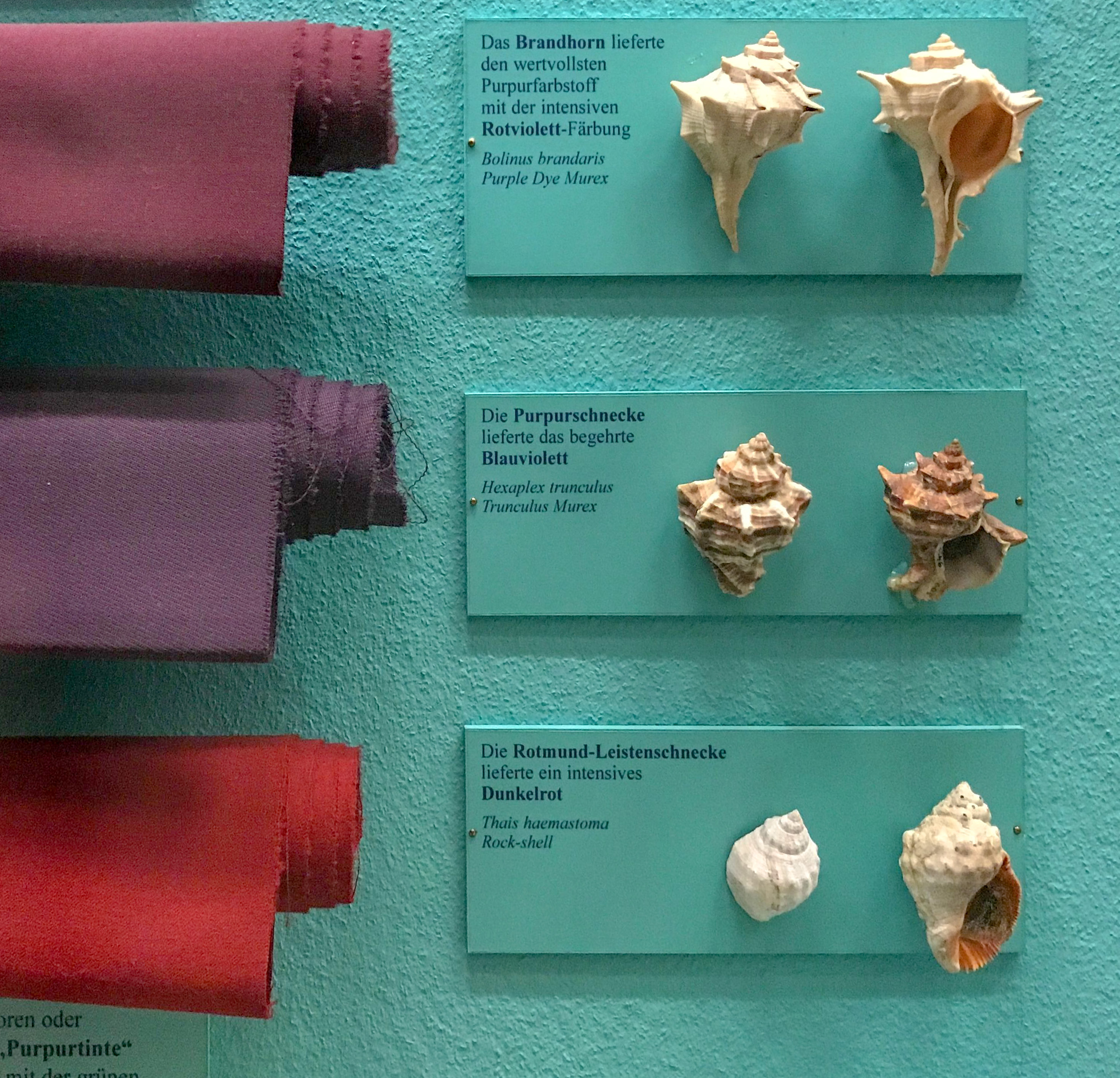
Purpurgefärbte Stoffe und entsprechende Schnecken: Herkuleskeule bzw. Brandhorn – Bolinus brandaris; Stumpfe Stachelschnecke (Purpurschnecke) – Hexaplex trunculus; Rotmund-Leistenschnecke – Stramonita haemastoma, Thais haemastoma. Exponat des Naturhistorischen Museums in Wien

Plinius teilt die Purpurschnecken in zwei Kategorien ein, wobei er zwischen den verschiedenen Sorten, ihrem speziellen Farbton und der Qualität des Farbstoffes unterscheidet und die natürlichen Farbtöne bzw. Standardfarben der einzelnen Purpurschnecken nennt.
|                          | Schnecken mit rot (– violetten) Farbstoff       | Schnecken mit rot (– violetten) Farbstoff | Schnecken mit rot (– violetten) Farbstoff   | Schnecken mit sehr dunklem, blaugetöntem Farbstoff                                       | Schnecken mit sehr dunklem, blaugetöntem Farbstoff |
| ------------------------ | ----------------------------------------------- | ----------------------------------------- | ------------------------------------------- | ---------------------------------------------------------------------------------------- | -------------------------------------------------- |
| Bezeichnung nach Plinius | Bucinum                                         | Dialutense                                | Taeniense                                   | Purpura                                                                                  | Calculense                                         |
| Art                      | Rotmund-Leistenschnecke (Stramonita haemastoma) | Herkuleskeule (Bolinus brandaris)         | Gerippte Purpurschnecke (Ocenebra erinacea) | Stumpfe Stachelschnecke (Hexaplex trunculus)                                             | Nordische Purpurschnecke (Nucella lapillus)        |
| Farbe                    | blaustichiges funkelndes Rot                    | wie die schimmernde, dunkle Rose          | Bereich der dunklen Rose                    | eine Sorte: Dunkelblau (bei Luftzufuhr) andere Sorte: Dunkelblauviolett (bei Belichtung) | mehr Dunkelblau                                    |
| Qualität                 | **                                              | ****                                      | *                                           | *****                                                                                    | ****                                               |

Legende: Qualität im Sinne der Echtheit und Haltbarkeit der Farbe, absteigend von der höchsten Stufe, von *****, bis zur niedersten *
Es ist zu beachten, dass die natürlichen Farbtöne der einzelnen Purpurschnecken Veränderungen unterworfen sein konnten. Einmal waren die Farbtöne abhängig vom Alter, von der Geschlechtsreife und dem Nahrungsangebot, das den einzelnen Purpurschnecken zur Verfügung gestanden hatte, andererseits konnten die Purpurfarben nuanciert werden durch die Methoden, die die Färber bei der Produktion des Farbstoffs anwandten.
Die Purpurschnecken bringen jedoch keinen fertigen Farbstoff hervor, sondern nur seine Vorstufen (Chromogene). Diese entwickeln sich in der Hypobranchialdrüse und zwar bei beiden Gruppen in verschiedener Zusammensetzung. Die Drüse befindet sich in der Mantel- bzw. der Atemhöhle der Tiere. Nach der Qualität der Farbe wurde wohl die Purpura (Hexaplex trunculus) von den antiken Färbern am meisten geschätzt und nicht diejenige der Diatulense-Schnecke (Bolinus brandaris).

### Farbstoffgewinnung und Vorgang des Färbens (Rn. 133)
Plinius berichtet in seiner Naturalis historia 9, Abschnitt 62, Rn. 133 9:

“Eximitur postea vena quam diximus, cui addi salem necessarium, sextarios ferme centenas in libras; macerari triduo iustum, quippe tanto maior vis, quanto recentior; fervere in plumbo, singulasque amphoras centenas aquae, quingentenas medicaminis libras aequali ac modico vapore torreri et ideo longinquae fornacis cuniculo. ita despumatis subinde carnibus, quas adhaesisse venis necesse est, decimo ferme die liquata cortina vellus elutriatum mergitur in experimentum et, donec spei satis fiat, uritur liquor.”

„Man nimmt dann die Ader [hier die Hypobranchialdrüse] heraus, von der wir gesprochen haben, fügt das nötige Salz hinzu, etwa einen Sextarius auf 100 Pfund; man weicht sie nach der Regel drei Tage ein, denn die Stärke [der Zubereitung] ist umso größer, je frischer sie ist. Man erhitzt sie dann in einem Gefäß aus Blei/Zinn, rechnet für 100 Amphoren Wasser 500 Pfund Färbemittel und erhitzt sie mit gleichbleibend mäßigwarmem Dampf und deswegen in der Röhre eines langen Ofens. Wenn auf diese Weise die Fleischteile, die zwangsläufig an den Adern hängengeblieben sind, wiederholt abgeschöpft wurden und sich im Kessel alles nach etwa zehn Tagen geklärt hat, taucht man versuchsweise gereinigte Wolle in die Flüssigkeit und erhitzt den Saft so lange, bis die erhoffte Wirkung erreicht ist.“

Bei dem von Plinius beschriebenen Verfahren zur Farbstoffgewinnung handelt es sich um eine enzymatische Hydrolyse. Dazu wird die Hypobranchialdrüse mit den Farbstoffvorprodukten (Chromogene) den Schnecken entnommen und dann eingesalzen. Auf 100 römische Pfund – rund 32 kg – Drüsenmasse gibt man jeweils ungefähr ein halbes Kilogramm Salz, das man drei Tage lang einwirken lässt. Anschließend bringt man die breiige Drüsenmaterie mit Wasser zusammen in einen Topf aus Blei oder nach neueren Forschungen aus Zinn. Auf 500 Pfund – etwa 163 kg – Masse gibt man 100 Amphoren Wasser (ca. 2.619 Liter).
Die Farbstoffbildung vollzieht sich relativ schnell unter der Aktivität des Enzyms Purpurase unter der Einwirkung von Luftsauerstoff oder Belichtung oder von Beidem. Doch damit hat man gleich ein Problem: Mit dem entwickelten Purpurfarbstoff kann man nicht färben, weil dieser unfähig ist, auf die Faser aufzuziehen. Der entwickelte Purpurfarbstoff musste zuerst in einen wasserlöslichen Zustand (Leukoform) reduziert werden, den die Faser aufsaugen kann, wodurch eine innigere Adsorption an der Faser erfolgt. Ausgelöst wird diese Reduktion durch die nach ungefähr drei Tagen einsetzende Gärung (Fermentation). Dafür scheinen die organischen Bestandteile, die zwangsläufig an den Drüsen hängen bleiben, verantwortlich zu sein. Experimente zeigten, dass die Küpe nicht zum Kochen gebracht werden darf, dann würde die Farbstoffbildung nicht stattfinden. Eine konstante mäßige Temperatur und die richtige alkalische Umgebung begünstigen vermutlich die Vermehrung eines Bakteriums, das die Reduktion in Gang bringt. Dabei vollzieht sich in den folgenden Tagen ein Farbwechsel: vom anfänglichen Purpurton zum Blau – Blaugrün – Grüngelb. Der Farbstoff ist löslich geworden. Nur so ist es möglich, dass der Farbstoff während des Eintauchens in die Küpe auf die Wolle oder Seide aufzieht und dann an der Luft zu einer der vielen Purpurvarianten von Violettrot zu Blauviolett oxidiert und wasserunlöslich wird. Alles gefärbte Material kommt grün aus der Küpe, man taucht es sofort in frisches Wasser, und erst im Kontakt mit dem Sauerstoff, möglichst ohne Belichtung, zeigt sich die erreichte Purpurvariante. Zum Schluss wird die getränkte Wolle gut gewaschen und zum Trocknen aufgehängt.

### Schneckenpurpurfarben bei Plinius bzw. ihre Anfärbungen
Plinius kennt zwei Kategorien von Schneckenpurpurfarben: Die Purpurae (Purpurfarben im engeren Sinn) mit einem mehr rötlichen und die Conchylia (Conchylienfarben) mit einem mehr bläulichen Farbton. Die gängige Ansicht, die Conchylienfarben seien kein echter und vollwertiger Purpur gewesen, ist nicht richtig. Die Purpurfarben im engeren Sinn entstanden aus einer Mischung der Auszüge der Purpura (Hexaplex trunculus) und des Bucinums (Stramonita haemastoma) oder allein aus dem Diatulense (Bolinus brandaris), die Conchylienfarben dagegen allein aus der Purpura (Hexaplex trunculus), jedoch mit anderer Küpe als die Purpurfarben in engeren Sinn.

#### Arten von Anfärbungen

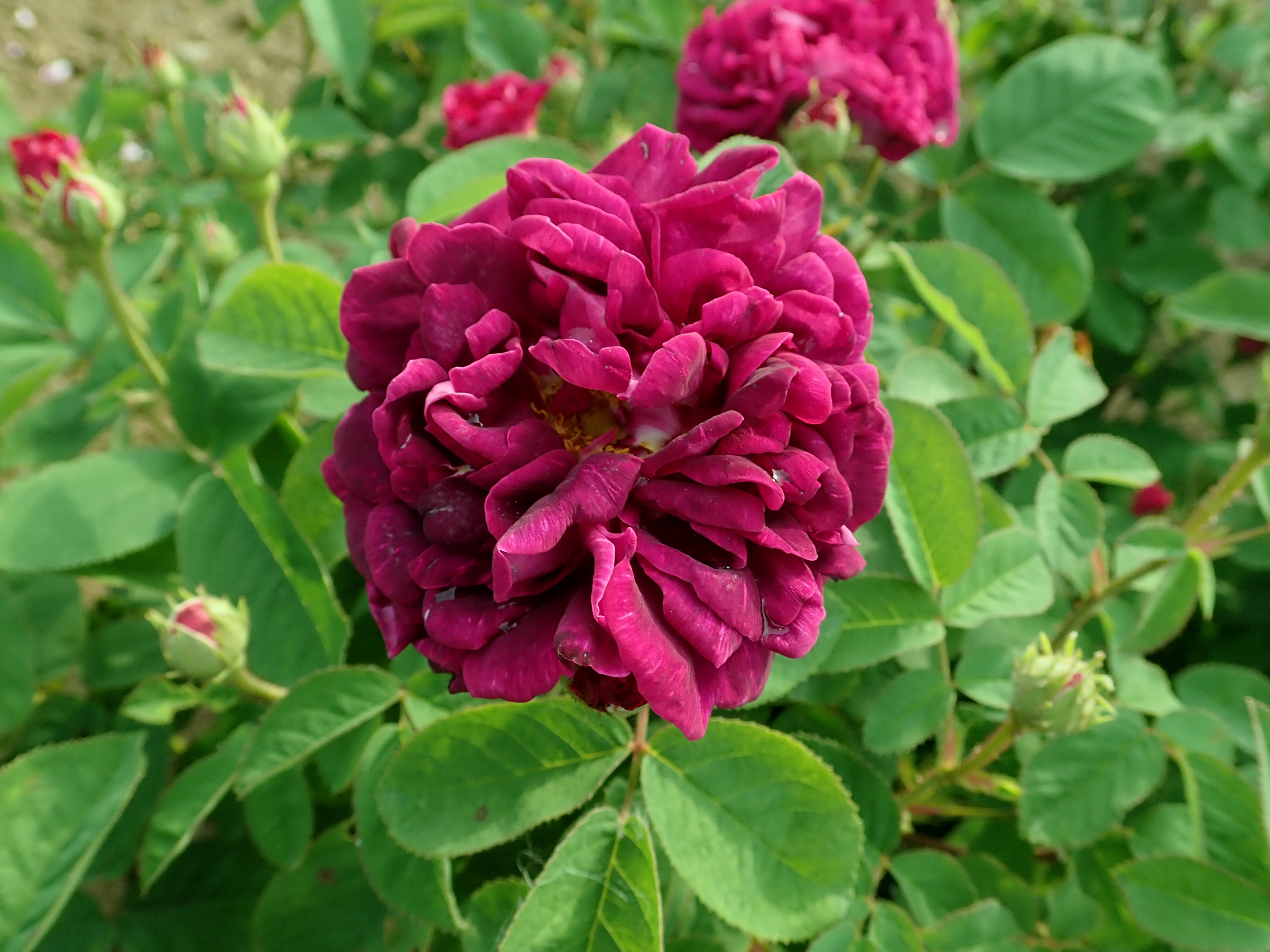
Mit „dunkle Rose“ ist vermutlich eine Gallica-Rose gemeint, die es schon in der Antike gab.

##### Einfachfärbungen (Rn. 134)
1. Purpurfarben
Purpura rubra = Purpura rosea = rubrum (ostrum) = hebräisch אַרְגָּמָן ‚Argaman‘
Farbe: wie die dunkle Rose (siehe Abbildung „dunkle Rose“); erzeugt aus dem Farbstoff von Bolinus brandaris.
2. Conchylienfarben
(1) Dunkle Conchylienfarben
a. Purpura hyacinthina = Heliotropeum caeruleum = atrum (ostrum) = hebräisch תְּכֵלֶת ‚Thekelet‘ (siehe Abbildung Santa Maria Maggiore)
Farbe: Dunkelblau wie der südliche Himmel.
b. Purpura violacea = violaceum (ostrum), erzeugt aus dem Hexaplex truncuus
Farbe: Dunkelblau mit rötlicher Nuance, erzeugt aus dem Hexaplex trunculus
c. Glaucum (ostrum)
Farbe: Dunkelblau ins Dunkelgrün schillernd, erzeugt aus dem Hexaplex trunculus
(2) Helle Conchylienfarben
a. Heliotropium, lividum (ostrum)
Farbe: hellblau, rauchblau, erzeugt aus dem Hexaplex trunculus
b. Ein rötlich nuanciertes Hellblau (Rauchblau) = Malvenfarbe, die ins Purpurne zieht, erzeugt aus dem Hexaplex trunculus.
Diese Conchylienfarben waren wohl Standardfarben der Einfachfärbungen. Es gab wohl viele Variationen von Farbtönen, die aus Einfachfärbungen hervorgingen. Sie wurden alle aus dem Hexaplex trunculus gewonnen. Die Farbunterschiede waren erzeugt durch unterschiedliche Küpen, durch unterschiedliche Belichtungen und Variationen bei der Luftzufuhr.

##### Zweifachfärbungen (Rn. 134–135)
Die Zweifachfärbungen gehörten ausschließlich zur Kategorie der Purpurfarben im engeren Sinn. Bei ihnen hat man die Drüsenauszüge der Purpura (Hexaplex trunculus) und des Bucinums (Stramonita haemastoma) miteinander kombiniert. Plinius hebt zwei Sorten besonders hervor:

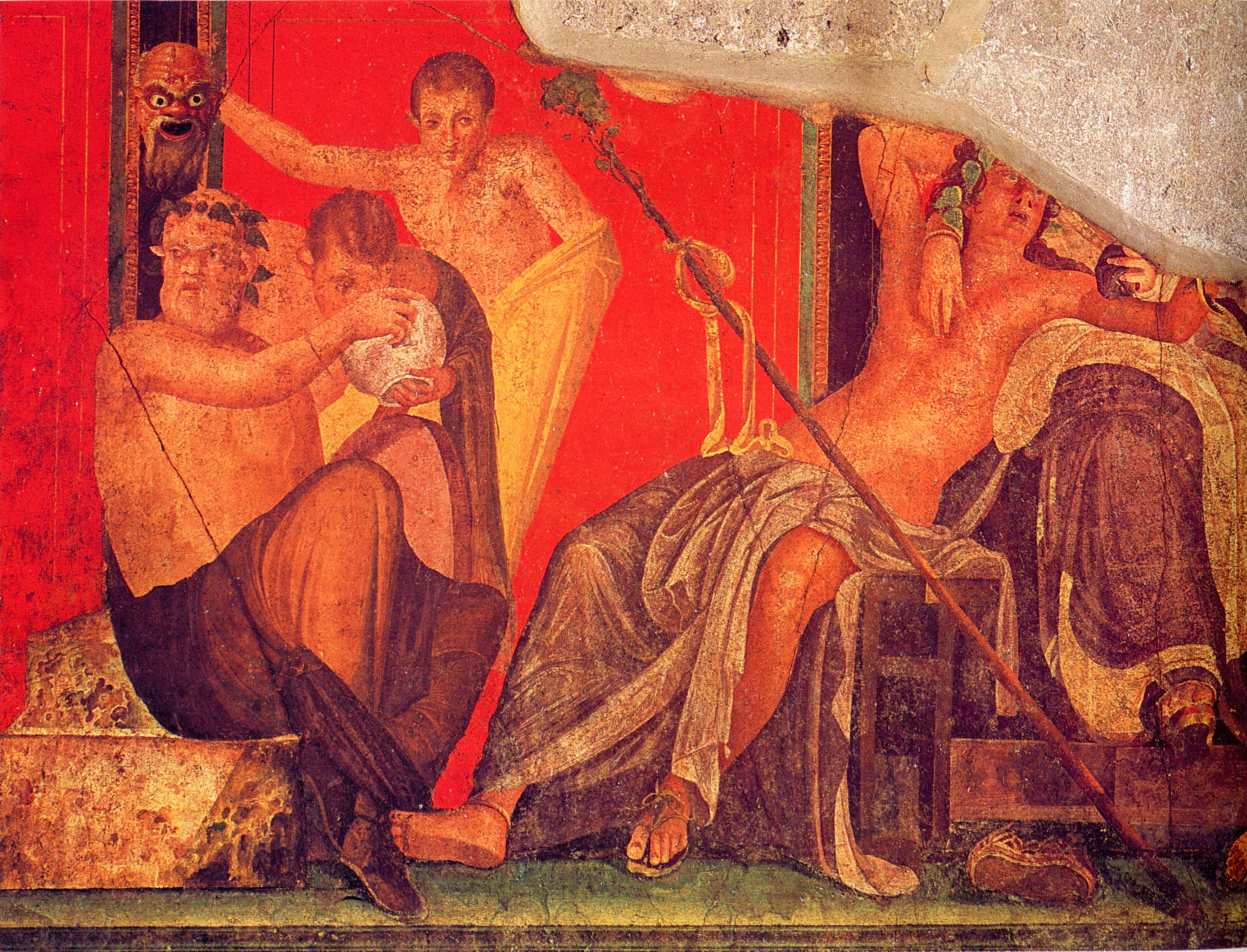
Pompeji, Villa Misteri, Fresko aus dem Mysteriensaal (Kleider mit Amethystpurpur)

1. Purpura amethystina = Amethystpurpur,
Farbton orientierte sich am indischen Amethystedelstein, erzeugt aus einem Farbstoffgemisch des Hexaplex trunculus und der Stramonita haemastoma (siehe Abbildung Pompeji, Villa Misteri)
2. Color tyrius = dibapha tyria = blatta = Tyrischer Purpur (siehe Abbildung Ravenna, S. Vitale)
Die Farbe war schwarzrot wie das getrocknete Blut. Diese Purpursorte ging aus einer Doppelfärbung hervor. Dieselbe Wolle (Seide) musste zweimal gefärbt werden: zuerst im grünen, noch nicht ausgereiften Farbstoff des Hexaplex trunculus und dann anschließend, ohne Verhängen in der Luft, in der stramonita haemastoma. Der tyrische Purpur galt als die kostbarste Purpursorte des Altertums und war die vorzügliche Purpurfarbe für die kaiserlichen Gewänder.[12]

##### Dreifachfärbungen (Rn. 139–140)
Die Dreifachfärbungen bewertet Plinius als Ausgeburt des Luxus. Beispielsweise hat man bei einer Sorte das Textilmaterial zunächst mit Amethystpurpur gefärbt und darauf noch eine tyrische Doppelfärbung aufgebracht. Diese Luxusfärbungen spielten wohl im normalen Purpurhandel keine Rolle.

### Purpurimitate (Rn. 141)
Weniger bekannt ist, dass die Bezeichnung „Purpur“ in der Antike nicht dem Schneckenpurpur vorbehalten war. Plinius teilt mit, dass auch Färbungen mit Kermes und Imitate der verschiedenen Schneckenpurpursorten, die man mit dem Pflanzenfarbstoff „Fucus“ (Rytiphlaea tinctoria C. Agardh) fabrizierte, als „Purpur“ bezeichnet wurden. Die Verwendung dieses Pflanzenfarbstoffes als Purpurimitat geht vermutlich auf die Phönizier zurück, die eine vorzügliche Sorte dieser Pflanze auf den östlichen Kanarischen Inseln entdeckt hatten. Produziert wurde die mit diesem Pflanzenfarbstoff gefärbte Wolle vor allem in Karthago und Gadir, dem späteren Cadiz.
Ebenso wurden Purpurflotten gestreckt oder die Textilmaterialen mit purpurfarbähnlichen Färbemitteln (beispielsweise Orseille) grundgefärbt und mit wenig Purpur nachgefärbt oder Mischfärbungen (Krapp und Indigo) angewandt. Weil selbst der teilweise Ersatz der hoch begehrten Purpurfarben für viele unerschwinglich war, ging man schon Jahrhunderte vor Plinius dazu über, durch geschickte Kombinationen billiger Farbstoffe aus Schneckenpurpur hergestellte Farben zu imitieren. Gewebte Stoffe wurden kaum gefärbt, sondern bei Wolle das Vlies und bei Seide die Seidenfäden. (Quelle: Eintrag Purpurfärberei der frühen römischen Kaiserzeit nach Plinius dem Älteren)

### Bedeutendste Purpurfärbereien im Römischen Kaiserreich
Die reichsweit bedeutendsten waren die Purpurfabriken in Tyros in Phönizien und auf der Insel Djerba. Weitere Standorte verteilten sich über die Küstengebiete des Mittelmeeres, so in Sidon, auf der Insel Propontis, in Milet, Phokaia, auf Kos und Zypern, in Attika, auf Salamis und Euböa, in der Phokis, in Argos, Ancona, Kalabrien, Tarent, Syrakus, Baiae und in Tingis sowie der Mauretania Caesariensis.
Einige Purpurfärbereien sind aber auch im Landesinneren nachgewiesen, so in Parma, Capua, Truentum, Pollentia, Córduba, Laodikeia am Lykos, Thyateira, Augusta Raurica (Kaiseraugst). Diese Betriebe erhielten den fertigen Purpurfarbstoff, wie ein Grabsteinrelief eines Purpurarius (Purpurfärber und Purpurhändler) aus Parma vermuten lässt, wohl von Purpurfabriken an der Küste. Auf dem Relief sind neben dem Handwerkszeug des Färbers – einer Spatha zum Umrühren der Färbebrühe und einer Waage zum Abwiegen der gefärbten Textilien – drei Gefäße von verschiedener Form, wohl Flaschen für die verschiedenen Purpurfarbstoffe, zu sehen. Die Purpurfärber im Landesinnern konnten auch, wie Inge Boesken Kanold 2001 durch Experimente nachgewiesen hat, in Salz getrocknete Drüsen von Purpurschnecken für eine neue Küpe verwenden. Diese Drüsen ließen sich gut transportieren und hielten sich monatelang, ohne Schaden zu nehmen. Wichtig war allerdings, dass man der neuen Küpe eine geringe Menge von der alten zusetzte, was den Beginn der Reduktion förderte. Die alte Küpe ließ sich lange aufheben. Allerdings roch sie penetrant.

### Verwendung von Purpur
Purpur wurde vor allem für Kleider verwendet, beispielsweise für die Amtskleider des Kaisers, von Vasallenkönigen und hohen Beamten und der hohen Priesterschaft. Reiche Bürger, vor allem reiche Damen wurden nicht gehindert, Purpurkleider – selbstverständlich keine Amtskleider – zu tragen. Neben der Kleiderfarbe diente der Purpur als Schmuck in Form von Purpurteppichen, Purpurdecken auf Speisesofas sowie als Bettunterlage oder Pferdedecken. Purpur wurde auch als Malerfarbe, als Gesichtsfarbe und Schminke verwendet. In der Medizin verordneten Ärzte die Asche verbrannter Purpurschnecken in Pulverform und als Salbe unter Beimischung von Honig und Schweineschmalz.

### Purpur als Statussymbol bis zur beginnenden Spätantike

#### Des Kaisers
1. Purpurne Toga picta, später Triumphaltrabea genannt: In den beiden ersten Jahrhunderten der römischen Kaiserherrschaft ist der Princeps als Vertreter des gesamten Bürgertums betrachtet worden. Die legitime Bestätigung seiner Stellung ging vom Senat, der obersten Instanz des bürgerlich organisierten Staatswesens aus. Darum ist in dieser Zeitperiode die Grundlage der kaiserlichen Tracht, das Bürgerkleid, die Toga, beziehungsweise in ihrer kostbarsten Form die Toga picta, später Triumphaltrabea bezeichnet. Ihre Seide war gewöhnlich mit der kostbarsten Purpursorte, dem Tyrischen Purpur, gefärbt, mit goldenen Rosetten verziert und mit reichem Perlen- und Edelsteinschmuck inkrustiert. Dazu trug der Kaiser eine weiße, goldverzierte Tunika und Purpurschuhe. Der ursprüngliche Anlass für den Kaiser, in der Toga picta aufzutreten, war sein Erscheinen als Triumphator, als Spielgeber und bei feierlichen Opferhandlungen. Eine besondere Berechtigung dazu bot dann die Übernahme des Jahreskonsulats. Dabei unterschied sich seine Trabea von der des bürgerlichen Jahreskonsuls durch die Edelsteininkrustation. Bald war kein zweiter im Staat mehr berechtigt, das Triumphalgewand anzulegen: wie der rechtmäßige Sieg war auch der Triumph auf den Kaiser beschränkt. Nur die Festaufzüge der angetretenen Konsuln und das Triumphalkleid von spielgebenden Magistraten erinnerten daran, dass einst auch andere an dieser Ehre beteiligt waren.[21][22][23][24]
2. Purpurpaludament (Purpurchlamys): Die Chlamys gehörte zur Königstracht der makedonischen Herrscher. Von ihnen hat sie Alexander der Große (356 bis 323 v. Chr.) übernommen. Nach ihm haben sich die hellenistischen Könige mit ihr bekleidet. Zur Zeit der römischen Republik durfte der Imperator das Purpurpaludament, wohl mit Tyrischem Purpur gefärbt, nur außerhalb Italiens bei militärischen Aufgaben tragen. In Rom selbst haben es die Konsuln bei der Kriegserklärung, bei Öffnen des Janustempels und beim Auszug in den Krieg angelegt. Aber schon im frühen Prinzipat haben es die Kaiser auch in Rom und bei friedlichen Angelegenheiten getragen. Trotzdem überwog damals sein militärischer Charakter. Durch die wachsende Militarisierung des römischen Staates erhielt das Purpurpaludament seinen festen Platz in der Garderobe des Kaisers. Dazu eine purpurne Tunica und Purpurhosen. Mit Commodus (ab 180 n. Chr.) wird diese Beschränkung aufgegeben und das Purpurpaludament zusammen mit der Panzertracht zur ausschließlichen militärischen Auszeichnung des Kaisers auch in Rom.[25][26]

#### Der Kaiserin
Über ein der Kaiserin vorbehaltenes Purpurgewand ist für diesen Zeitraum nichts Sicheres bekannt geworden: Agrippina, die Frau des Kaisers Claudius (41–54), ist die einzige Kaiserin der frühen Kaiserzeit, von der ein goldenes Paludament bei blutigen Reiterspielen als Begleiterin ihres Mannes erwähnt ist. Es kann wegen seiner Einzigartigkeit in der Überlieferung sich nicht um eine kaiserliche Insigne gehandelt haben.
1. Das Pallakostüm aus tyrischem Purpur: Das Purpurkleid, das die Kaiserinnen in der Öffentlichkeit angelegt haben, war wohl ein Pallakostüm (Stola mit Palla) in Tyrischem Purpur. Es ist nicht als kaiserliche Insigne zu bewerten, weil kein Hinweis auf ein Gesetz in der frühen Kaiserzeit vorhanden ist, das dieses Kostüm exklusiv der Augusta reservierte und den Damen der Gesellschaft verbot.
2. Eine Triumphaltrabea: Nicht unwahrscheinlich ist jedoch die Vermutung, dass es für die Augusta als Gattin eines Kaisers, der das Jahreskonsulat innehatte, ein der Triumphaltrabea des Augustus paralleles konsulares Augustakostüm gegeben hat, wie dies vermutlich die Statue einer Kaiserin (3. Jahrhundert) aus Carnutum zeigt.[28] Es ist ein togaähnlicher, reich verzierter Umwurf, der von der linken Schulter herabhängt, über den Rücken zur Brust und zum linken Arm weitergeführt ist. Mit einem ähnlichen Gewand könnten vom Ende des 3. Jahrhunderts an auf Münzvorderseiten Magnia Urbica (283–285), Galeria Valeria (305–314), Helena, der Mutter Constantins und Fausta († 326) bekleidet sein[29].[30][31] Beispiele in Purpurfarbe sind nicht vorhanden.[32] Ein der Toga entsprechendes weibliches Kleidungsstück hieß „cyclas“ oder „ricinium“.[33]

#### Des Jahreskonsuls, der hohen Beamten, der Senatoren und der führenden Priester
Der Jahreskonsul, Praetoren, Senatoren, die Ritter, der curulischen Magistrate und von Mitgliedern der vier großen Priesterkollegien trugen ebenfalls Purpur als Statussymbol. Mit dem Beginn des Prinzipats veränderten sich die politischen Verhältnisse. Die ehemals führenden Stände mussten einen Verlust ihres Machteinflusses hinnehmen. Doch ist gerade in der frühen Kaiserzeit ein Bemühen seitens der Kaiser zu erkennen, die althergebrachte Statussymbolik aufrechtzuerhalten und so die Gesellschaftshierarchie zu bewahren. Die neue Herrschaftsordnung basierte noch mehr als zuvor auf dem Ritterstand (ordo equester) als Rückgrat kaiserlicher Verwaltung. Neben dem Goldring, der als wichtigstes Statussymbol vom Princeps verliehen wurde und damit die rechtliche Aufnahme in den Ritterstand symbolisierte, war es das Staatspferd und der angustus clavus (schmaler Clavus) der Tunica, die den gesellschaftlichen Rang nach außen repräsentierten.
1. Die toga picta / Triumphaltrabea ohne Edelstein- und Perlenschmuck als Statussymbol des Jahreskonsuls und der Praetoren.[35][36]
2. Der purpurgefärbte latus clavus, der breite Clavus, der Tunica als Abzeichen des Senators.[37]
3. Der purpurgefärbte angustus clavus, der schmale Clavus, der Tunica des Ritters als Abzeichen des Ritters.[38]
4. Die toga praetexta: eine Toga, die mit einem etwa 75 mm breiten Purpurstreifen gesäumt ist: Eine mit einem etwa 75 Millimeter breiten Purpurstreifen eingefasste Toga (toga praetexta) wurde von kurulischen Ädilen, Prätoren, Konsuln, Zensoren sowie von Mitgliedern der vier großen Priesterkollegien (Pontifices, Auguren, Epulonen, Quindecimviri) in amtlicher Funktion sowie von Knaben bis zur Volljährigkeit getragen. Nach einer Zeremonie (tirocinium fori) legten die jungen Männer die toga praetexta ab und trugen als erwachsene Bürger die einfache, unverbrämte Toga (toga virilis oder toga pura).

### Kaiserliche Purpurverbote
Es geht den Kaisern vor allem darum, den nach der öffentlichen Moral für die Privatleute verwerflichen Luxus zu beschränken. Dies ist feststellbar bei den Gesetzen von Julius Caesar († 44 v. Chr.) und Kaiser Tiberius (42 v. Chr.–37 n. Chr.). Julius Caesar erlaubte Purpurkleider nur bestimmten Personen, bestimmten Altersgruppen und an bestimmten Zeiten. Tiberius stellte zu seinem Schrecken fest, dass die von Kaiser Augustus (27 v. Chr. bis 14 n. Chr.) erlassenen Purpurgesetze von sehr vielen Bürgern nicht respektiert wurden. Nero erließ nur für die teuersten Sorten, den Tyrischen und den Amethystpurpur, ein Verkaufsverbot und ein Verbot, sich damit zu bekleiden. Bis zum Ende des vierten Jahrhunderts ist kein einziges kaiserliches Purpurverbot mehr überliefert. Der Purpur, selbst die teuersten Sorten, sind frei verfügbar. Selbstverständlich war die Unverfügbarkeit der amtlichen Rangkostüme aus Purpur.

### Überlieferte Purpurpreise zur Zeit Caesars
Zu Caesars Zeit bezahlte man für ein Pfund Amethystpurpurwolle den Preis von 100 Denaren oder 400 Sesterzen (ca. 270 Euro im Jahr 2020) für ebenso viel tyrische Purpurwolle jedoch 1000 Denare (ca. 2.700 Euro im Jahr 2020). Für Purpurkleider wurden bis zu 10.000 Sesterzen (ca. 6.800 Euro im Jahr 2020) bezahlt. Zur Zeit des Kaisers Augustus betrug der Wert der jährlichen Lebensmittelration für einen Legionär 60 Denare.

## Spätantike

### Purpursorten nach dem Höchstpreis – Edikt des Diokletian (301)
Die Purpursorten werden gemäß dem Höchstpreis-Edikt des Diokletian = Edictum Diocletiani aliorumque de pretiis rerum venalium, Kapitel 24 nach Höchstpreisen absteigend vom höchsten Preis für jeweils ein römisches Pfund (ca. 327 g) aufgeführt. Es sind nicht nur die eigentlichen Purpursorten, also solche, die aus Schneckenpurpur hergestellt sind, sondern auch Kombinationen von Schneckenpurpur mit anderen Farbstoffen, ferner die mit Kermes gefärbte Wolle aus Nikaia sowie Wolle, die mit dem Pflanzenfarbstoff Hysginum (Rytiphlaea tinctoria C. Agardh) gefärbt war. Diese Liste unterscheidet sich von derjenigen des Plinius im Großen und Ganzen nicht, jedoch bei Einzelheiten.

#### Anfärbungen aus reinem Schneckenpurpur

##### Zweifachfärbungen
Das Edikt unterscheidet zwischen Anfärbungen in Rohseide, also den von der Seidenraupe ohne weitere Verarbeitung gewonnenen Seidenfäden und der ebenfalls ungesponnenen Rohwolle. Diese Unterscheidung betrifft jedoch nur die Anfärbung mit dem kostbarsten Purpur, dem doppelt gefärbten schwarzroten tyrischen Purpur, hier Blatta, genannt. Bei den übrigen Anfärbungen ist Rohwolle (Vlies) vorauszusetzen.
- Blatta (bei Plinius Tyrischer Purpur)
  - Sericoblatta (Blattaseide) (24, 1a) 150.000 Denare (siehe Abbildung Ravenna, S. Vitale, Kaiser Iustinian I.)
  - Blatta (Blattawolle) (24, 2) 50.000 Denare
- Hypoblatta (Amethystpurpur) (24, 3) 32.000 Denare
- Oxyblatta (24,4) 16.000 Denare (siehe Abbildung Thessaloniki, Hosios David)

Oxyblatta als hochrote, blaugetönte, karmesinrote Purpursorte kennt Plinius offenbar nicht. Im Farbton scheint sie mit dem Farbton der Signatur des Kaisers übereinzustimmen. Die Oxyblatta wurde aus dem Farbstoffgemisch der Stramonita haemastoma und des Hexaplex trunculus vermutlich unter dem Zusatz einer Säure hergestellt.

##### Einfachfärbungen (purpura haplia) (24, 5)
Die Einfachfärbungen im Höchstpreiswert von 12.000 Denaren werden nicht wie bei Plinius im Einzelnen aufgeführt. Im Kontext des Kapitels werden jedoch in anderem Zusammenhang die Einfachfärbungen des Amethystpurpurs (hypoblatta) (24, 20) und des hochroten, blaugetönten karmesinroten Oxyblattapurpurs (oxyblatta) (24, 20) genannt.

#### Kombination von Schneckenpurpur mit einem anderen Farbstoff
Die Purpurwolle aus Milet (24, 6–7) gibt es in zwei Qualitäten:
- Höchste Qualität, zweifachgefärbt, purpurecht (24, 6) 12.000 Denare
- Zweite Qualität (24, 7) 10.000 Denare

Die erste Qualität der doppelt gefärbten milesischen Purpurwolle kann wegen der Positionierung im Preisedikt nach dem einfachgefärbten Schneckenpurpur und des viel niedrigen Preises nicht aus zwei Schneckenpurpurfarben hergestellt sein, sondern nur aus einer Kombination von einer einzigen Schneckenpurpurfarbe mit einem tierischen, mineralischen oder pflanzlichen Farbstoff. Welchen Farbton die Wolle hatte, lässt sich aus diesen Angaben nicht erschließen. Zur Wolle aus Milet bemerkt Vergil in seiner Georgica, dass die Vliesstücke aus Milet mit großem Arbeitsaufwand gefärbt und in tyrische Purpurfarben verwandelt wurden. Bemerkenswert ist, dass Vergil im Plural spricht, also von mehreren Purpurfarben aus Tyrus. Es kann sich also um den schwarzroten Farbton des Tyrischen Purpurs und um den amethystfarbenen des Hypoblattapurpurs handeln.
Für die zweite Sorte fehlen alle Angaben bis auf den Preis. Jedenfalls ist sie von minderer Qualität. So bleiben alle Ideen zum Farbton Spekulation.

#### Mit Kermes gefärbte Wolle aus Nikaia (24, 8)
Was man sich unter der Kermes gefärbten Wolle aus Nikaia zum Höchstpreis von 1.500 Denaren vorzustellen hat, bleibt im Dunkeln. Weder das Rezept für ihre Färbung noch ihr Farbton sind bekannt.

#### Mit Pflanzenfarbstoff Hysginum gefärbte Wolle (24, 9–12)
1. Hysgenaes proteias algenaesias (griechisch) 600 Denare
2. Hysgenaes proteias deutereeias (griechisch) 500 Denare
3. Hysgenaes phormaes g‘ (griechisch) 400 Denare
4. Hysgenaes phormaes d‘ (griechisch) 300 Denare

Hisgene algenensia (latein.) ist identisch mit dem fucus marinus des Plinius, der wissenschaftlich Rytiphlaea tinctoria C. Agardh heißt. Die Meerespflanze ist reich an Farbstoff und kommt im ganzen Mittelmeer vor. Ihr natürlicher Farbton ist ein lebhaftes Fuchsiarot. Zunächst erstaunt es, dass man die mit einem Pflanzenfarbstoff gefärbte Wolle in diese Liste der Purpurwaren aufgenommen hat. Der Grund lag wohl daran, dass aus diesem Pflanzenfarbstoff billige Imitate von teuren Purpursorten hergestellt wurden.
Das Höchstpreisedikt zählt vier Sorten von Hysginwolle auf. Aus der antiken Literatur erfährt man nicht, um welche vier Sorten es sich hier handelt. Bei der Textanalyse ist festzustellen, dass alle vier Sorten der Hysgin-Wolle eine Einheit bilden: Sie führen alle die gleiche Gattungsbezeichnung und sind von 1 bis 4 durchgezählt. Die Frage ist jedoch, was diese vier Sorten einerseits verbindet und andererseits voneinander unterscheidet. Es verbindet sie sicher die Artikelbezeichnung „hysgenae“ und das Spezifikum „algenaesia“, das wohl in den folgenden Zeilen zu ergänzen ist. Das bedeutet, dass alle vier Wollwaren auf der Basis des fucus gefärbt waren. Geht man von dieser Voraussetzung aus, dann unterscheiden sich die vier Sorten durch die Verschiedenartigkeit der Fucusfärbungen aber auch der zusätzlichen Färbemittel. Es muss nicht unbedingt als Zufall angesehen werden, dass die Zahl der Sorten der Hysgin-Wollwaren der Zahl der vier verschiedenen Schnecken-Purpursorten am Anfang des Kapitels entspricht. So erscheinen die vier Sorten der Hysgin-Wolle wie eine Parallele zu den vier Sorten des echten Schnecken-Purpurs. Übrigens gehen in beiden Reihen die Preise nach unten. So könnte man den Schluss ziehen, dass die vier Sorten der Hysgin-Wolle als Imitate der vier Sorten des echten Purpurs angesehen werden können. Damit wäre die teuerste Hysgin-Sorte das Imitat der schwarz-roten Blatta, die zweite Sorte das Imitat der amethystfarbenen Hypoblatta, die dritte das Imitat der Oxyblatta und die vierte das Imitat des einfach gefärbten Purpurs. Ob diese Vermutungen zutreffen, lässt sich nicht beweisen. Sie gewinnen aber an Wahrscheinlichkeit dadurch, dass im Papyrus Holmiensis Rezepte, für die Fabrikation der Imitate der Blatta und Oxyblatta mit der Verwendung von Fucus zu finden sind.
Ein weiteres Problem ist noch zu klären: Welche Bedeutung die Begriffe prooteia und phoraema in der 9. und 10. bzw. in der 11. und 12. Zeile haben. Das Problem lässt sich wohl am einfachsten lösen, wenn man prooteia im Sinne von 1. Qualität und phoraema im Sinne von Sorte versteht und in der Zeile 9 phoraema alpha und in der Zeile 10 phoraema beta ergänzt. So wäre in der 9. Zeile die erste (beste) Qualität der ersten Sorte des Fucuspurpurs (Imitat von Blatta), in der 10. Zeile die 1. Qualität der 2. Sorte (Imitat der Hypoblatta) und in der 11. Zeile die erste Qualität der 3. Sorte (Oxyblatta) und in der 12. Zeile die erste Qualität der 4. Sorte, das heißt des einfachgefärbten Purpurs gemeint.
Zum Vergleich der Lohn eines Landarbeiters pro Monat mit Verpflegung: 25 Denare (7, 1); der Lohn eines Elementarlehrers pro Monat und pro Schüler: 50 Denare (7, 66) nach dem Höchstpreisedikt.

### Gesetzliche Regelungen: Kaiserliche Produktions- und Verkaufsmonopole des Schneckenpurpurs

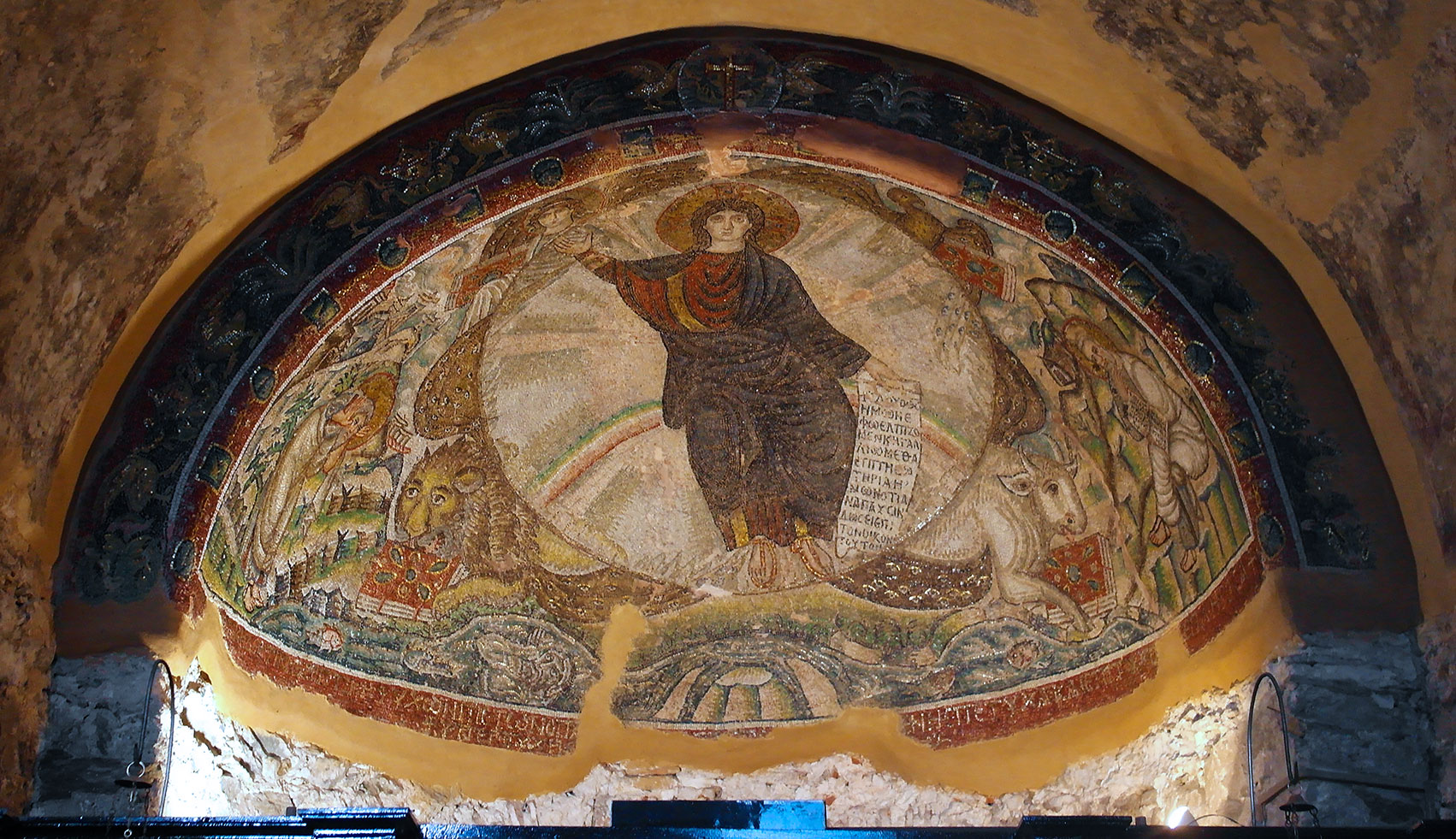
Thessaloniki, Hosios David, Apsismosaik, Christus in Theophanie (Christus mit oxyblattapurpurner Tunica)

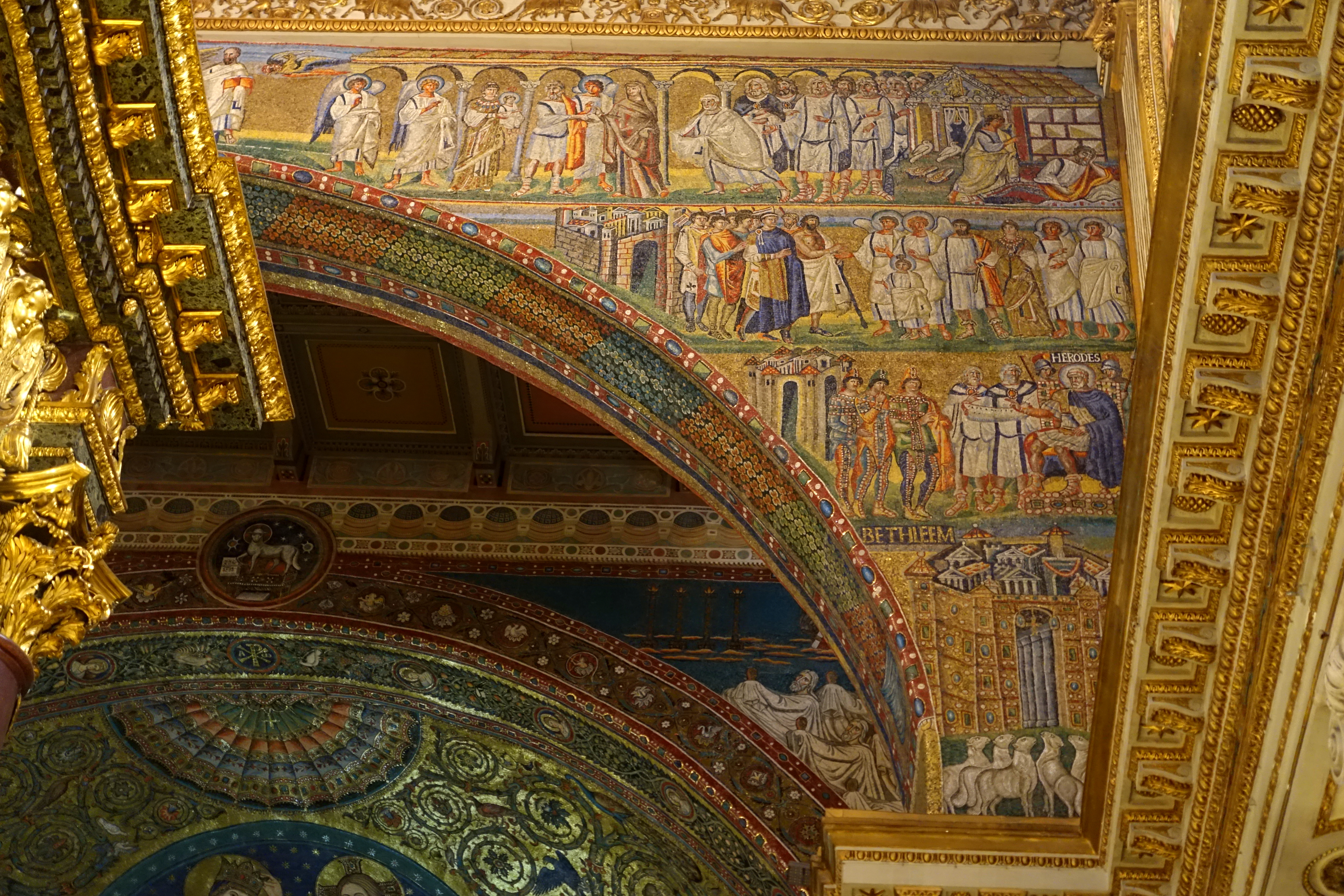
Rom, Santa Maria Maggiore, Triumphbogenmosaiken, rechte Seite, Schwarzblauer Hyacinthina-Purpur: Darstellung im Tempel (Lacerna der Hohenpriester); Kaiser Augustus mit Vergil (Purpurchlamys des Kaisers), die Magier vor König Herodes (Purpurchlamys des Königs)

Die Purpurfärberei wurde ebenso von staatlichen Färbereien wie von privaten Handwerkern betrieben. Die Betriebe befanden sich, wie dargelegt, direkt an den Küsten und auf den Inseln des Mittelmeeres aber auch im Landesinnern. Es gab viele davon. Der Kaiser hatte eine eigene Fabrik in Tyros mit einer Weberei: In einem Purpurgeschäft waren Herstellung und Verkauf der Purpurwaren vereint. Bis zum Jahre 383 gab es für die privaten Färbereien keine Produktions- und Verkaufsbeschränkungen. Zwischen 383 und 392 verboten die Kaiser Gratian, Valentinian II. und Theodosius I. den privaten Purpurfärbern Seide und ungesponnene Wolle mit Blatta, Oxyblatta und Hyacinthina zu färben und zu verkaufen. Damit beanspruchten die Kaiser ein Produktions- und Verkaufsmonopol. Die Kaiser Theodosius I., Arcadius und Honorius monopolisierten zwischen 393 und 395 noch zusätzlich das Imitat von Blatta. Diese Monopole konnten jedoch nicht auf die Dauer durchgesetzt werden: Kaiser Theodosius II. übernahm sie nicht in seinen Gesetzeskodex (Codex Theodosianus), der 430 promulgiert wurde. Erst Kaiser Justinian beanspruchte die Monopole erneut, indem er sie in seinen Gesetzescodex (Codex Iustinianus), der 529 publiziert wurde, aufnahm. Mit welchem Erfolg ist nicht bekannt. Seit der Monopolisierung konnten die Untertanen diese speziellen Purpursorten nur noch in den staatlichen oder konzessionierten Läden erwerben und sie zu Purpurkleidern, zu Besätzen und Borten aus Purpurwolle, zu purpurnen Vela, zu Purpurdecken und Teppichen verarbeiten, wenn nicht ein staatliches Verbot dem entgegenstand, das sich daraus ergab, dass spezielle Purpurkleider im Reich dem privaten Gebrauch als öffentliche Statussymbole entzogen waren.

### Purpur als Statussymbol

#### Des Kaisers

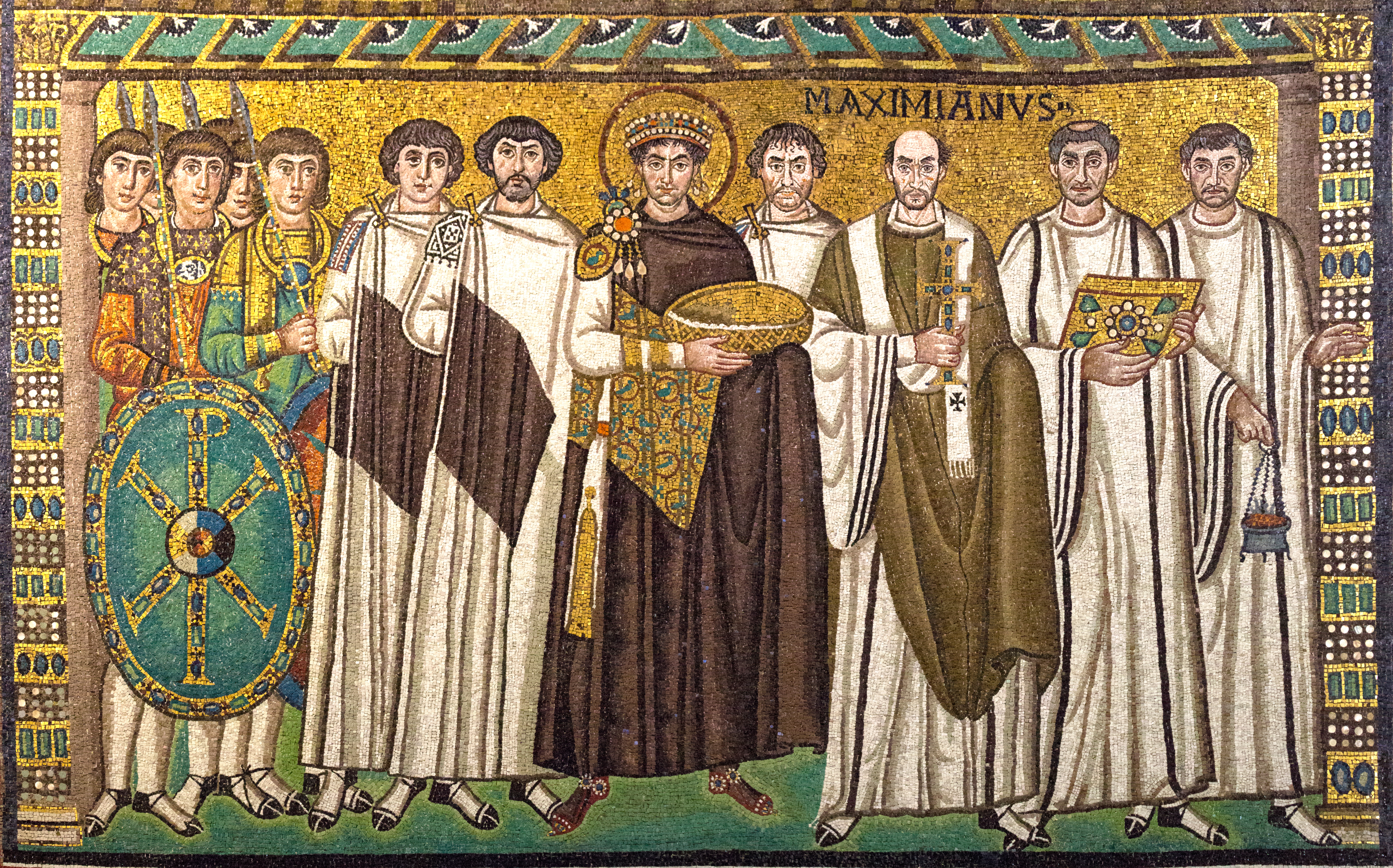
Kaiser Iustinian I. mit blattapurpurnem Paludamentum (Purpurchlamys) und Gefolge, Ravenna, S. Vitale, Apsisgewände

1. Das blattapurpurne Paludamentum (Purpurchlamys)
Im dritten und vierten Jahrhundert unserer Zeitrechnung geht die Leitung des Staates immer mehr auf das Militär über. Dementsprechend treten die Kaiser im purpurnen Feldherrnmantel, dem Paludamentum (griechisch Chlamys), mit militärischen Attributen wie dem Panzer immer häufiger in Erscheinung. Schließlich ist der Kaiser allein berechtigt, das Purpurpaludament/Purpurchlamys versehen mit drei edelsteinverzierten Pendilien sowohl als Leiter des Staates wie als militärischer Oberbefehlshaber zu tragen. So wird der Purpurmantel, „Purpura“ genannt, sicher schon vor Diokletian (284 bis 305) zur Insigne des Kaisers und erlangt staatsrechtliche Bedeutung. Die „Purpura“ anlegen ist nun gleichbedeutend mit „die Herrschaft antreten“.[54] Die Purpura ist Hauptbestandteil des militärischen Friedenskostüms als oberster Regent des Staates wie des kriegerischen Panzerkostüms als oberster Befehlshaber. Zu beiden gehören weitere Purpurkleider: zum Friedenskostüm eine lange, goldverzierte, purpurne, aber auch manchmal weiße Tunika, dazu eine Purpurhose und mit Perlen und Edelsteinen verzierte oxyblattapurpurne, also karmesinrote Campagi. Zum Panzerkostüm gehörte das kurze, bis zu den Knien reichende purpurne Colobium mit Purpurhose und mit Perlen und Edelsteinen verzierte Cothurni.[55] Unter Androhung der Todesstrafe und der Güterkonfiskation war die Herstellung des Purpurpaludaments, sein Besitz und seine Verwendung jeder Person untersagt, die nicht von kaiserlicher Würde war und zur kaiserlichen Familie gehörte.[56]
2. Die blattapurpurne Triumphaltrabea mit Edelstein- und Perlenbesatz
Im Gegensatz zum Jahreskonsul kann der Kaiser die blattaseidene mit goldenen Rosetten und mit Edelsteinen und Perlen verzierte Triumphaltrabea jederzeit anlegen.[57] Das gilt erst recht, nachdem das bürgerliche Konsulat 540 durch Justinian abgeschafft worden war. Die purpurne Mappa führt der Kaiser nur noch als Spielgeber. Die Triumphaltrabea wird im Laufe des 5. Jahrhunderts durch den streifenartigen Loros abgelöst.[57]
Doch ist zu beachten, dass seit den Vicennalia Konstantins des Großen (325 und 326) das Juwelendiadem die eigentliche, nur dem Kaiser[58] vorbehaltene Insigne des Kaisertums ist zum Unterschied von anderen Würdenträgern, die auch die Purpurchlamys und die Triumphaltrabea, aber nicht das Juwelendiadem anlegen dürfen.
3. Die kaiserliche Purpurtinte
Zu den kaiserlichen Vorrechten gehört seit Leo I. (470) die Verwendung der oxyblattapurpurnen, karmesinroten Tinte für die Rechtsgültigkeit der schriftlichen kaiserlichen Erlasse.[59] Die Herstellung von Purpurtinte (sacri encausti confectio), die ausschließlich für den Kaiser reserviert blieb, war bei Todesstrafe verboten, eine Regelung, die in den Codex Iustinianus aufgenommen wurde.[60]

#### Des kaiserlichen Mitregenten und des Caesars
Seit Konstantin dem Großen ist das Purpurpaludament (Purpurchlamys) ohne Edelsteinschmuck und ohne Perlenfibel auch die wichtigste Insigne der Mitregenten und des Caesars.

#### Der Kaiserin

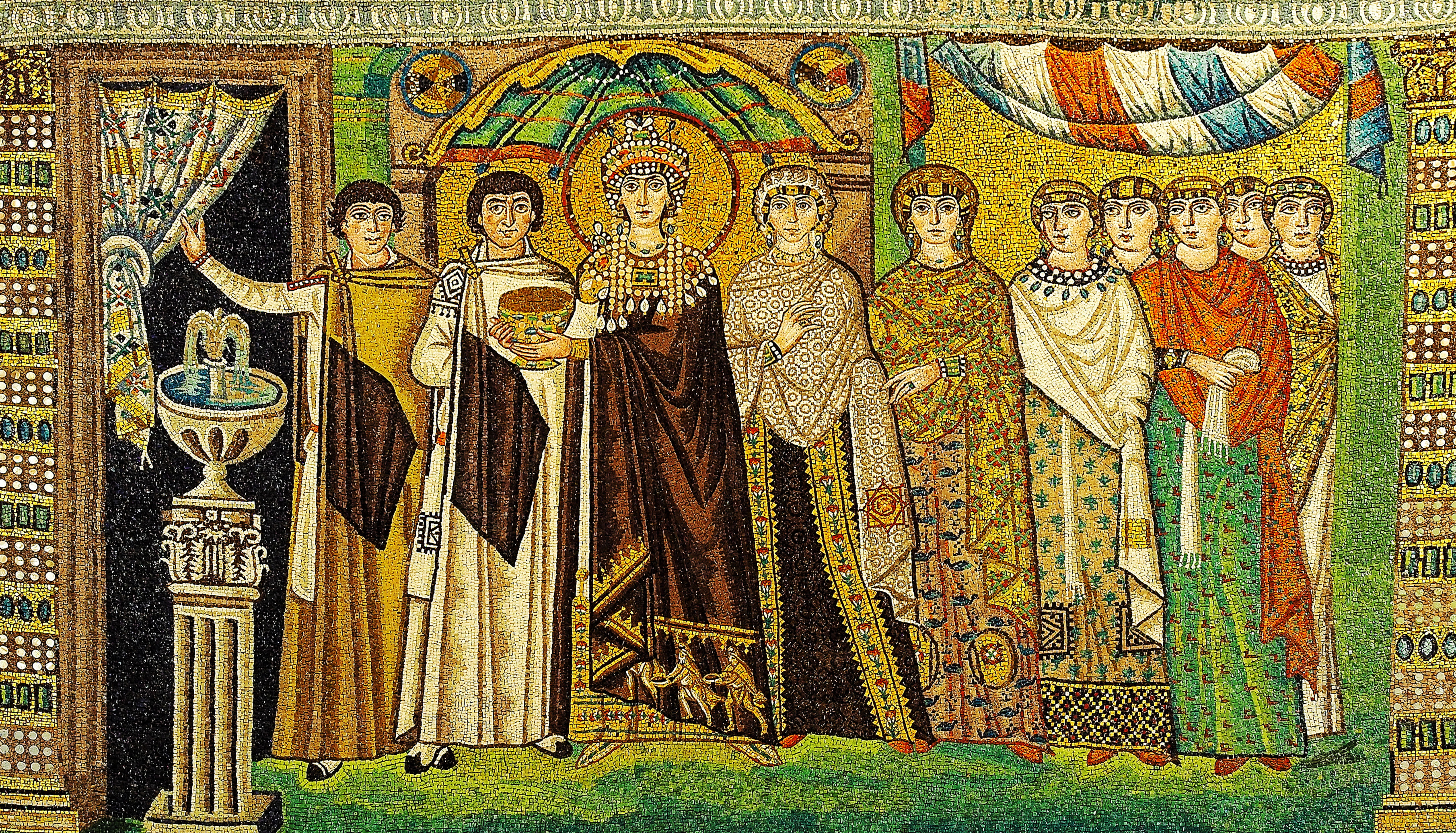
Ravenna, S. Vitale, Apsisgewände, Kaiserin Theodora mit der Mutter Justinians und seiner Tochter (?) (Purpurchlamys der Kaiserin, Purpurseidene Stola der Kaisermutter)

1. Die blattapurpurne Chlamys (siehe Abbildung Ravenna, S. Vitale, Kaiserin Theodora)
Eine blattapurpurne Chlamys mit Edelsteinfibel darf unter den Frauen des Reiches nur die Augusta anlegen, aber erst seit der Erhebung der Aelia Flaccilla zur Augusta im Jahre 383 wird die Purpurchlamys mit der für die Augusta typischen Edelsteinfibel ausgestattet mit drei edelsteinverzierten Pendilien zum üblichen Augustakostüm, vorher war es das Pallakostüm in tyrischem Purpur. Dazu trägt die Kaiserin oxyblattapurpurne Schuhe mit Perlen- und Edelsteinbesatz.[62][63] Als rangbezeichnende Insigne ihrer Augustawürde darf sie als einzige Frau des Reiches ein Juwelendiadem führen.[64][65]
2. Das blattapurpurne Triumphalkostüm mit Perlen- und Edelsteinbelag
Mit einem Triumphalkostüm / später mit dem Loros mit Perlen- und Edelsteinschmuck ist die Kaiserin als Pendant des Kaisers ausgezeichnet, wenn der Kaiser in der Funktion eines Konsuls auftritt.[66] Dafür gibt es aber nur die wenigen, genannten Beispiele: bei Helena, der Mutter Konstantins des Großen, bei Fausta, seiner Ehefrau, bei Aelia Flaccilla und Ariadne. Es ist kein Beispiel einer solchen Garderobe in Farbe auf uns gekommen. Dass tyrischer Purpur bei der Fabrikation der Triumphaltrabea verarbeitet wurde, ist nur literarisch überliefert.[67][68] Daraus wird die Purpurfarbe für die Triumphaltrabea der Kaiserin gefolgert.
3. Das Pallakostüm in Blattaseide
Das übliche Kostüm der Augustae seit der frühen Kaiserzeit bis Aelia Flaccilla (383) war das Pallakostüm in tyrischem Purpur. Doch kann es nicht als Statussymbol der Augustae betrachtet werden,[69] weil auch die Nobilissima femina in einem Pallakostüm abgebildet ist.[70] Die nobillissima femina ist als weibliches Pendant des Nobilissimus anzusehen, der nach dem Caesar dem Hofrang nach eingestuft war. Zudem scheint es als Luxuskostüm auch von den Damen der höheren Gesellschaft bis zum Erlass der theodosianischen Purpurgesetze 424, der im nächsten Abschnitt behandelt wird, getragen worden sein.

#### Weitere Purpurprivilegien des Kaisers und seiner Familie
Während der Regierungszeit des Kaisers Theodosius II., seit dem Jahr 424, wurden ganzblattapurpurne Pallia (Mäntel) und Tuniken aus Seide, aber nicht solche aus Wolle dem Kaiser und seiner Familie vorbehalten, ferner noch Kleider, bei denen entweder die Schussfäden oder die Kettfäden blattapurpurn und die Gegenfäden anders gefärbt waren. Dazu gehörten wohl die ausgesprochenen Luxusgewänder wie die purpurgoldenen Pallien und Tuniken, ferner die halbblattapurpurnen Alethinocrustae – sie waren durchsichtig wie Kristall und mit einem blattagefärbten Schussfaden versehen – und die Polymita. Das waren sehr kostbare, gewirkte Textilien, bei denen der Schussfaden aus mehreren, verschieden gefärbten Fäden, auch blattapurpurnen bestand. Die genannten Textilien hatten jedoch keinen offiziellen Charakter, sondern gehörten zu der Privatgarderobe des Kaisers und seiner Familie. Kaiser Justinian I. hat dieses kaiserliche Privileg zum Teil wieder aufgehoben und nur die blattapurpurnen Pallia und Tuniken aus Seide reserviert und die anderen halbblattapurpurnen Gewänder den Damen der Gesellschaft wieder gestattet. Ein Beispiel für die blattaseidene Tunica bietet die blattaseidene Stola mit breiten goldenen Clavi der Mutter des Kaisers Justinian, die auf dem Mosaik der Kaiserin Theodora in S. Vitale in Ravenna neben der Kaiserin abgebildet ist (siehe Abbildung Ravenna, S. Vitale).

#### Von weiteren politischen Amtsträgern
Die Jahreskonsuln, die Suffektkonsuln (nachgewählte Jahreskonsuln) und die Praetoren trugen die Triumphaltrabea, jedoch im Unterschied zu der des Kaisers ohne Perlen-Edelsteinverzierung, bis zur Abschaffung des Konsulats durch Justinian I. im Jahre 540. Der Jahreskonsul durfte sie bis zu diesem Zeitpunkt jedoch nur beim Amtsantritt und als Spielgeber anlegen.
Designierte, gewesene und tituläre Jahreskonsuln trugen die einfache blattapurpurne Trabea ohne Rosetten und Goldschmuck.

#### Von Bischöfen
Die blattapurpurne Casula/Planeta
Dieses Gewand scheint sich im 5. Jahrhundert aus der Paenula entwickelt zu haben. Diese hatte einen weiteren Ausschnitt, war etwas länger, hatte aber keine Kapuze und keinen V – Ausschnitt. Es spricht viel dafür, in der purpurnen Casula/Planeta eines Bischofs, wenigstens im Westen, eine Insigne seines geistlichen Amtes zu sehen. Die Purpurfarbe kann die bischöfliche Leitungsgewalt hervorheben. Die Bischöfe waren offensichtlich nicht daran gebunden, die purpurne Casula/Planeta bei ihren geistlichen Funktionen anzulegen.

### Das kaiserliche Purpurprivileg – kein generelles Purpurverbot für die Untertanen
Seit dem ausgehenden 3. Jahrhundert war zunächst nur das blattagefärbtete Paludament (Purpurchlamys) als Insigne kaiserlicher Herrschaft generell verboten. Unter Androhung der Todesstrafe und der Güterkonfiskation war die Herstellung des Purpurpaludaments, sein Besitz und seine Verwendung jeder Person untersagt, die nicht von kaiserlicher Würde war und zur kaiserlichen Familie gehörte. Daneben war die blattapurpurne Triumphaltrabea mit Edelstein- und Perlenbesatz ein kaiserliches Privileg, insofern der Kaiser sie im Gegensatz zum Jahreskonsul bei jeder Gelegenheit anlegen konnte. Seit 540, nach Abschaffung des Jahreskonsulats, war er dazu allein berechtigt. Ein weiteres Purpurverbot wurde dann von Kaiser Theodosius II. 424 erlassen. Jeder Person, die nicht zum Kaiserhaus gehörte, wurden Tuniken, und Pallia aus Blattaseide und dazu die bereits beschriebenen halbblattapurpurnen Luxusgewänder untersagt. Kaiser Justinian I. hob das Verbot für die halbblattapurpurnen Gewänder für Frauen wieder auf, hielt aber das Verbot ganzblattaseidener Pallia und Tunicae aufrecht. Alle anderen mit dem kaiserlichen Purpur gefärbten Gewänder waren den Untertanen gestattet. Jeder, der es sich leisten konnte, konnte blattapurpurne Tuniken und Pallia aus Wolle, blattapurpurne Lacernae, und Paenulae – das waren Mäntel verschiedener Machart – erwerben und sich damit bekleiden. Entscheidend dafür war der allgemeine Grundsatz des römischen Rechts, nach dem alles für erlaubt galt, was das Gesetz nicht ausdrücklich verbot.

### Purpurhandschriften
Bereits in der frühen Kaiserzeit wurde Schreibmaterial mit Purpur eingefärbt. Literarische Nachweise findet man bei Ovid, der in den Tristien auf einen purpurnen Umschlag einer Buchrolle anspielt, Martial, der das purpurne Titelblättchen am oberen Rand der Buchrolle nennt und Lucianus von Samosata, der in „Adversum indoctum“ ein Prachtexemplar eines Buches mit purpurnen Pergament und goldenem Omphalos erwähnt. Die Sitte, Purpurhandschriften mit Gold- und Silbertinte zu beschreiben, kann man bis ins 3. Jahrhundert zurückverfolgen. Die Purpurfärbung einzelner Stellen von Rollen und Codices gab es schon vor diesem Zeitpunkt. Beleg ist eine Biografie über Maximinus Thrax (Kaiser 235 bis 238), geschrieben von Julius Capitolinus. Darin weist Julius Capitolinus auf eine Homer-Handschrift hin, wo Goldschrift auf Purpur zur Anwendung kam. Diese wurde einem jungen Mann im Rahmen der Ausbildung in der Schule geschenkt. Im beginnenden 4. Jahrhundert findet man dazu einen Hinweis in einem um 320 dem Kaiser Konstantin dem Großen gewidmeten Gedichtband des Publilius Optatianus Porfyrius, dessen Einleitung auf die prachtvolle Ausstattung des Werkes mit Purpur und Metalltinte Bezug nimmt. Ende des 4. Jahrhunderts kann man bereits auf eine größere Verbreitung schließen, da Hieronymus gegen die Purpurcodices polemisierte und Johannes Chrysostomus kritisierte neben dem spärlichen Bibelbesitz bei den Christen, dass diese sogenannten Luxushandschriften eher zur Schaustellung als zum geistigen Nutzen dienten. Trotz solcher Kritik verbreiteten sich Purpurhandschriften während der ganzen Spätantike auch in der Kirche. Sie erlebten eine letzte Blüte im Zeitalter Justinians I. Die Mehrzahl der erhaltenen Purpurpergamenthandschriften stammen auch aus dem 6. Jahrhundert. Hervorzuheben sind illuminierte Handschriften wie die „Wiener Genesis“, der „Codex purpureus Rossanensis“ und der „Codex Sinopensis“. Etwas älter ist die „Cotton Genesis“. Auch reine Texthandschriften sind auf Purpurpergament erhalten, so beispielsweise Evangelienfragmente aus dem 6. Jahrhundert aus Kleinasien, bekannt als „Codex N“, sowie der „Codex Beratinus“ aus dem Johanneskloster zu Berat in Albanien. Doch die berühmteste Texthandschrift ist der „Codex Argenteus“ in Uppsala (6. Jahrhundert), der die gotische Bibelübersetzung Wulfilas enthält.

## Byzantinisches Reich bis 1453
Nach der Eroberung der Levante und Nordafrikas durch die islamischen Araber in der 1. Hälfte des 7. Jahrhunderts konzentrierte sich die Purpurproduktion immer mehr auf die Hauptstadt des Reiches, auf Konstantinopel. Die Konsequenzen, die sich daraus für die Verwendung des Purpurs durch die Untertanen ergaben, sind erst in Gesetzen des Kaisers Leo VI. greifbar.

### Die Purpurgesetze des Kaisers Leo VI. des Weisen (886–912) – 80. Constitutio und die Basilikae
Auch ungefähr 350 Jahre nach Erlass der Purpurgesetze Justinians ist der Blattapurpur der kaiserliche Purpur. Das kaiserliche Produktions- und Verkaufsmonopol für Blattapurpur wird aufrechterhalten, doch nicht für den Amethyst- und den Hyacinthinapurpur. Beide Purpursorten können also privat produziert und verkauft werden. Doch Leo VI. verfügt eine erhebliche Verschärfung bei der Verwendung des Blattapurpurs. Es werden nur noch damit gefärbte Kleiderbesätze und -borten den Untertanen erlaubt, aber keine blattagefärbten Kleider. Kleiderbesätze waren Aufsätze von rechteckigem, kreisförmigen oder streifenartigen Schnitt oder Einsatzstücke. Borten waren Fransen an Kleidern oder an Tüchern. Die Purpurseide und Purpurwolle dafür kann allerdings nur in den kaiserlichen oder vom Kaiser konzessionierten Läden erworben werden.

### Der Purpur als Statussymbol des Kaisers und der Kaiserin
Die Kaiser von Byzanz führen beim kaiserlichen Purpurprivileg die spätantike Tradition der römischen Kaiser und Kaiserinnen weiter. Der Kaiser trägt bis zum Ende der mittelbyzantinischen Zeit (ca. 1250) als Dienstkostüm. das Purpurpaludament mit purpurner bzw. weißer Tunica, die später Dibetesion bzw. Saccos genannt wurde und die Trabea triumphalis bzw. den Loros dazu rotpurpurne Schuhe. Die Kaiserin führt bis zum Beginn der mittelbyzantinischen Zeit (ca. 650) parallel zum Kaiser die purpurne Chlamys als Dienstkostüm, seitdem den Loros. Nach der Jahrtausendwende zeigen die kaiserlichen Gewänder neben dem Blattapurpur auch blauen Hyazinthinapurpur und hochroten, blaugetönten, karmesinroten Oxyblattapurpur.

### Die Purpururkunde – eine byzantinische Erfindung
Vom 9. bis zum 12. Jahrhundert, mit hoher Wahrscheinlichkeit schon eher, verwendete der Kaiser Purpurpergament vor allem für die Korrespondenz mit ausländischen Fürsten, beispielsweise mit dem Kaiser des Westens, dem Papst oder dem amtierenden Kalifen. Als selten gelten Ernennungsurkunden oder feierliche Privilegien auf Purpurpergament. Purpururkunden sind regelmäßig mit Goldtinte (Chrysographie) geschrieben. Zwischen den Zeilen lieferte die byzantinische Kanzlei Übersetzungen des griechischen Originaltextes in Silbertinte.
Die Purpururkunden des Westens erscheinen dagegen als reine Prunkfabrikate, die ein Kanzleioriginal voraussetzen. Sie benötigen das Kanzleioriginal zur Gültigkeit und konnten durch Anbringung einer Goldbulle den Rang einer Originalausfertigung erhalten. Solche Urkunden mit Goldschrift auf Purpurpergament sind noch in Gestalt von 7 Kaiserurkunden aus den Jahren 1062–1147/51 und zweier Diplome Rogers von Sizilien (1134/40) erhalten. Das einzige Beispiel im Westen für eine erhaltene Originalpurpururkunde und die zusätzliche Purpurausfertigung ist das Diplom Rogers II. für die Capella Palatina in Palermo (28. April 1140). Dazu kommen weitere, allerdings nur literarisch überlieferte Beispiele. Es gab aber auch ungefärbte Pergamenturkunden, in Goldschrift geschrieben. Der älteste Beleg ist bereits für das 8. Jahrhundert bezeugt, allerdings nur literarisch – es ist das verlorene Diplom Ariperts II. für die römische Kirche (705/707), vielleicht eine Purpururkunde.

### Kaiserlicher Purpur ein Exportschlager – doch eine Fälschung
Durch die Berühmtheit der Blatta aus der Manufaktur des Kaisers in Konstantinopel wurde Kaiserlicher Purpur in den Westen und nach Europa in der Form von purpurgefärbten Seiden, als Purpurhandschriften und Purpururkunden geliefert. Während des gesamten Mittelalters galt bei den Herrschern des Westens und den Päpsten der Purpur als Ausdruck ihrer Majestät und Hoheit. Hier diente Byzanz als Vorbild. Unter den Reichsinsignien des Heiligen Römischen Reiches befinden sich drei rote oder purpurne Königsmäntel des 12. und 13. Jahrhunderts und das aus dem frühen 9. Jahrhundert stammende Reichsevangeliar, das 236 Blätter mit purpurgefärbtem Pergament enthält. Im 8. und 9. Jahrhundert nennen zahlreiche päpstliche Stiftungen an Kirchen in Rom und Umgebung purpurgefärbte Seidenstoffe. In den auf uns gekommenen purpurgefärbten Seidenresten konnte jedoch bei naturwissenschaftlichen Analysen kein echter Schneckenpurpur nachgewiesen werden. Die hier auftretende Purpurfarbe erwies sich meist als Lackmus/Folium oder als Farbmischung, zum Beispiel aus Krapp, Kermes oder Mennige mit verschiedenen Bindemitteln. Diese Mischungen wurden in der karolingischen und ottonischen Buchmalerei und in den Purpururkunden nachgewiesen. Das bestätigt in vollem Umfang die Spezialistin Tanja Kohwagner-Nikolei, Bayerische Akademie der Wissenschaften, in München und gilt nach ihr auch für die sogenannten Kaisergewänder im Diözesanmuseum Bamberg: den blauen Kunigundenmantel, den Reitermantel, den Sternenmantel und das Rationale. Der blaue Kunigundenmantel ist rein indigogefärbt, die drei anderen erhielten durch einen Anteil Krapp im indigobasierten Färbeprozess einen ursprünglich violetteren Farbton.